# Magnolia blaoensis
Magnolia blaoensis är en magnoliaväxtart som först beskrevs av François Gagnepain, och fick sitt nu gällande namn av James Edgar Dandy. Magnolia blaoensis ingår i släktet Magnolia och familjen magnoliaväxter. Inga underarter finns listade i Catalogue of Life.